# Lege marțială

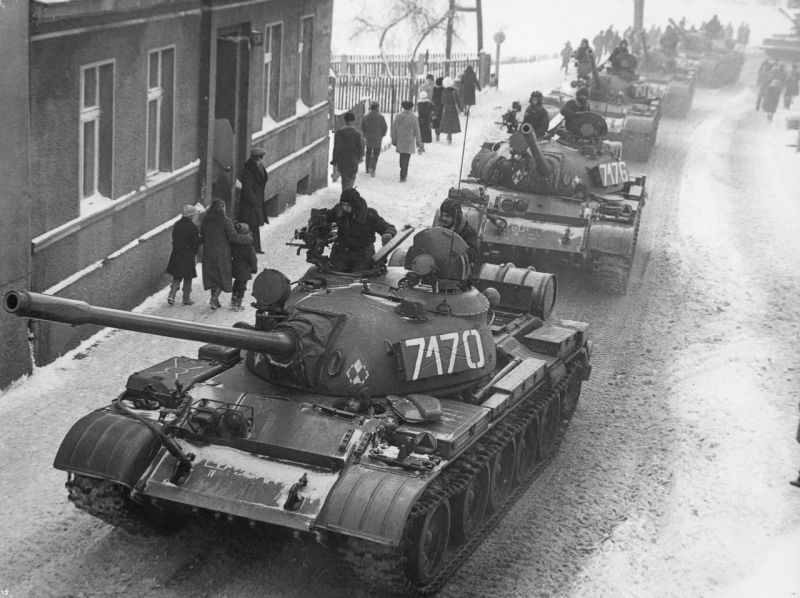
Tancuri pe străzi în timpul impunerii legii marțiale din Polonia, 13 decembrie 1981–22 iulie 1983

Legea marțială este un sistem legal care este folosit (de obicei după un anunț oficial) atunci când o autoritate militară preia controlul în locul administrației civile obișnuite. Legea marțială este impunerea controlului militar direct asupra funcțiilor civile normale ale guvernului, în special ca răspuns la o urgență temporară, cum ar fi invazia sau catastrofa majoră, sau într-un teritoriu ocupat.
De obicei legea marțială suprimă unele dintre drepturile individuale ale cetățenilor, limitează durata unui proces, și prevede pedepse mai dure decât în mod obișnuit. În multe țări unele infracțiuni se pedepsesc cu moartea, chiar dacă legea obișnuită nu conține pedeapsa capitală.
La început legea marțială era impusă în timpul războaielor sau în teritoriile ocupate, pentru a permite guvernului să controleze mai ușor populația. Astăzi este folosită de guvernele autoritare, așa cum s-a întâmplat de exemplu după lovitura de stat din Thailanda (2006), atunci când apare amenințarea unor proteste antiguvernamentale (China 1989), și așa mai departe. Legea marțială poate fi declarată și în cazul unor dezastre naturale, deși unele țări folosesc o construcție legală separată, starea de urgență.
În multe țări legea marțială prevede anumite reguli specifice, cum ar fi interzicerea circulației după anumite ore (seara). De cele mai multe ori, puterea judecătorească este exercitată de tribunale militare, numite curți marțiale. De asemenea, autoritățile pot să dispună lipsirea de libertate a anumitor indivizi fără a fi nevoie de o condamnare judecătorească.
Legea marțială a fost impusă și în timpul conflictelor și în cazul ocupațiilor, în care absența oricărui alt guvern civil prevede o populație instabilă. Exemplele acestei forme de guvernare militară includ reconstrucția după cel de-al doilea război mondial în Germania și Japonia, recuperarea și reconstrucția fostelor state confederate ale Americii în timpul perioadei de reconstrucție a Statelor Unite ale Americii în urma războiului civil american și ocupația germană din nordul Franței între 1871 și 1873, după ce încheierea Tratatului de la Frankfurt, a încetat războiul franco-prusac.
În data de 24 februarie 2022 președintele Ucrainei, Volodîmîr Zelenskîi a introdus legea marțială în Ucraina ca urmare a invaziei Rusești. Este pentru a doua oară când Ucraina a declarat legea marțială, după cel de-al Doilea Război Mondial. Ea a mai fost decretată în 2018 de fostul președinte Petro Oleksiiovici Poroșenko.